# 紐卡斯爾鎮區 (內布拉斯加州迪克森縣)
紐卡斯爾鎮區（英語：Newcastle Township）是位於美國內布拉斯加州迪克森縣的一個行政鎮區。

## 地方資料
紐卡斯爾鎮區的面積為102.31平方千米，當中陸地面積為98.28平方千米，而水域面積為4.02平方千米。根據2020年美國人口普查的數據，當地共有人口439人，而人口密度為每平方千米4.29人。